# Indulf (Ostrogoth)
Pour les articles homonymes, voir Indulf.
Indulf (en grec : Ἰνδούλφ), aussi connu sous le nom de Gundulf (en grec : Γουνδούλφ), est un mercenaire byzantin qui passe du côté des Ostrogoths et devient le chef de leur armée dans les dernières années de la guerre des Goths.

## Biographie
Procope de Césarée fait une première mention d'Indulf comme un garde du corps barbare (probablement un Goth) auprès du général byzantin Bélisaire. Quand ce dernier quitte l'Italie en 549, Indulf reste en arrière et ne tarde pas à rejoindre les rangs des Ostrogoths. Vers le mois de juin 549, le roi ostrogoth, Totila, lui confie une grande armée ainsi qu'une flotte et l'envoie en Dalmatie, une région conquise par les Byzantins en 535-536. Là, il se sert de sa proximité avec Bélisaire pour s'emparer des villes fortifiées Movicurum et Lauréate, dont les habitants n'ont pas été informés de sa défection. Indulf pille les deux cités et en tue la population avant de vaincre une armée byzantine envoyée par le gouverneur local. Enfin, il s'empare de plusieurs navires de ravitaillement byzantins à destination de l'Italie avant de revenir dans la péninsule. 
Indulf réapparaît en 551. Il est alors l'un des trois généraux gothiques chargés d'assiéger et de prendre Ancône. Quand une troupe de renforts byzantins fait voile contre eux, Indulf et le général Gibal prennent la tête d'une flotte pour s'y opposer. La bataille de Sena Gallica qui s'ensuit est un désastre pour les Ostrogoths, peu expérimentés sur la mer. Gibal est tué et la plupart des navires sont coulés ou capturés, tandis qu'Indulf parvient à battre en retraite avec onze navires. Quand il atteint la terre ferme, il les fait brûler avant d'abandonner le siège d'Ancône et de se refugier à Auximum. La dernière apparition d'Indulf dans les sources date d'après la bataille du Mont Lactarius en 552, lors de laquelle Teias, le dernier roi ostrogoth, est vaincu et tué par Narsès. Cette défaite marque la fin du royaume ostrogoth mais Indulf parvient à s'enfuir avec un millier d'hommes. S'il parvient à organiser une résistance quelques mois, il n'est pas nommé roi, attestant de la chute du royaume ostrogoth.[réf. à confirmer]